# Hemizygotie
Als Hemizygotie wird in der Biologie, insbesondere in der Genetik, der Zustand bezeichnet, bei dem nur ein Allel eines Gens im sonst zweifach  vorhandenen (diploiden) Chromosomensatz vorkommt. Man spricht auch von einem hemizygoten Erbgang.
Dies betrifft beim Menschen die Gene auf den Geschlechtschromosomen bei biologisch männlichen Individuen, da deren Chromosomenpaar aus einem X-Chromosom und einem (viel kleineren) Y-Chromosom besteht. Männliche Individuen sind also bezüglich aller nur auf dem X- und nur auf dem Y-Chromosom vorhandenen Gene hemizygot. Dies führt dazu, dass sich auch rezessive Merkmale ausprägen, wenn sie auf diesem nur einfach vorhandenen (haploiden) Chromosom liegen. Dies ist der Grund, warum einige Erbkrankheiten deutlich häufiger männliche Nachkommen betreffen als weibliche (zum Beispiel Bluterkrankheit).
Davon zu unterscheiden ist Heterozygotie, die genetische Ausstattung mit zweifach vorhandenen, aber unterschiedlichen Genen, sogenannten Allelen. Bei Heterozygotie ist das Gen zweifach vorhanden, aber jedes Allel nur einmal.